# Arrondissement du Samland
L'arrondissement du Samland (Landkreis Samland) est une unité territoriale administrative qui se trouvait dans le district de Königsberg, partie ouest de la province de Prusse-Orientale. C'est aujourd'hui une partie de l'oblast de Kaliningrad, en Russie. 
Créé par la fusion des arrondissements de Fischhausen et de Königsberg (Königsberg-Campagne), il tire son nom de la péninsule du Samland (Sambie en français). Jusqu'en mars 1945, l'arrondissement se composait de :
- la ville de Fischhausen ;
- la ville de Pillau ;
- 191 communes, dont la station balnéaire de Cranz de 5 000 habitants ;
- quatre anciens domaines seigneuriaux, au bord de la lagune de la Vistule (Frisches Haff en allemand) et de la presqu'île de la Vistule (Frische Nehrung en allemand).

Il comptenait de nombreuses communes de plus de deux mille habitants (limite d'une ville) au bord de la mer Baltique, dont les stations balnéaires de Cranz, Neukuhren, Palmnicken, Rauschen, ainsi que les bourgs de Groß Heidekrug et de Neuhausen.